# Roccellaceae
Roccellaceae es una familia de hongos en el orden Arthoniomycetes. La mayoría de los taxones están liquenizados con algas verdes, aunque algunos son liquenícolas y crecen sobre otros líquenes.

## Lista de géneros
Angiactis,
Ancistrosporella,
Bactrospora,
Camancha,
Chiodecton,
Combea,
Cresponea,
Darbishirella,
Dendrographa,
Dichosporidium,
Diplogramma,
Dirina,
Dirinastrum,
Dolichocarpus,
Enterodictyon,
Enterographa,
Erythrodecton,
Feigeana,
Follmanniella,
Gorgadesia,
Graphidastra,
Halographis (ubicación incierta),
Haplodina,
Hubbsia,
Ingaderia,
Lecanactis,
Lecanographa,
Mazosia,
Minksia,
Opegrapha (sinónimo con Dictyographa),
Paralecanographa,
Pentagenella,
Peterjamesia,
Phoebus,
Plectocarpon,
Pseudolecanactis (ubicación incierta), Pulvinodecton,
Reinkella,
Roccella,
Roccellaria,
Roccellina,
Roccellodea (ubicación incierta),
Roccellographa,
Sagenidium,
Schismatomma,
Schizopelte,
Sclerophyton,
Sigridea,
Simonyella, Sipmania,
Streimannia,
Syncesia